# Museo Arqueológico La Encomienda

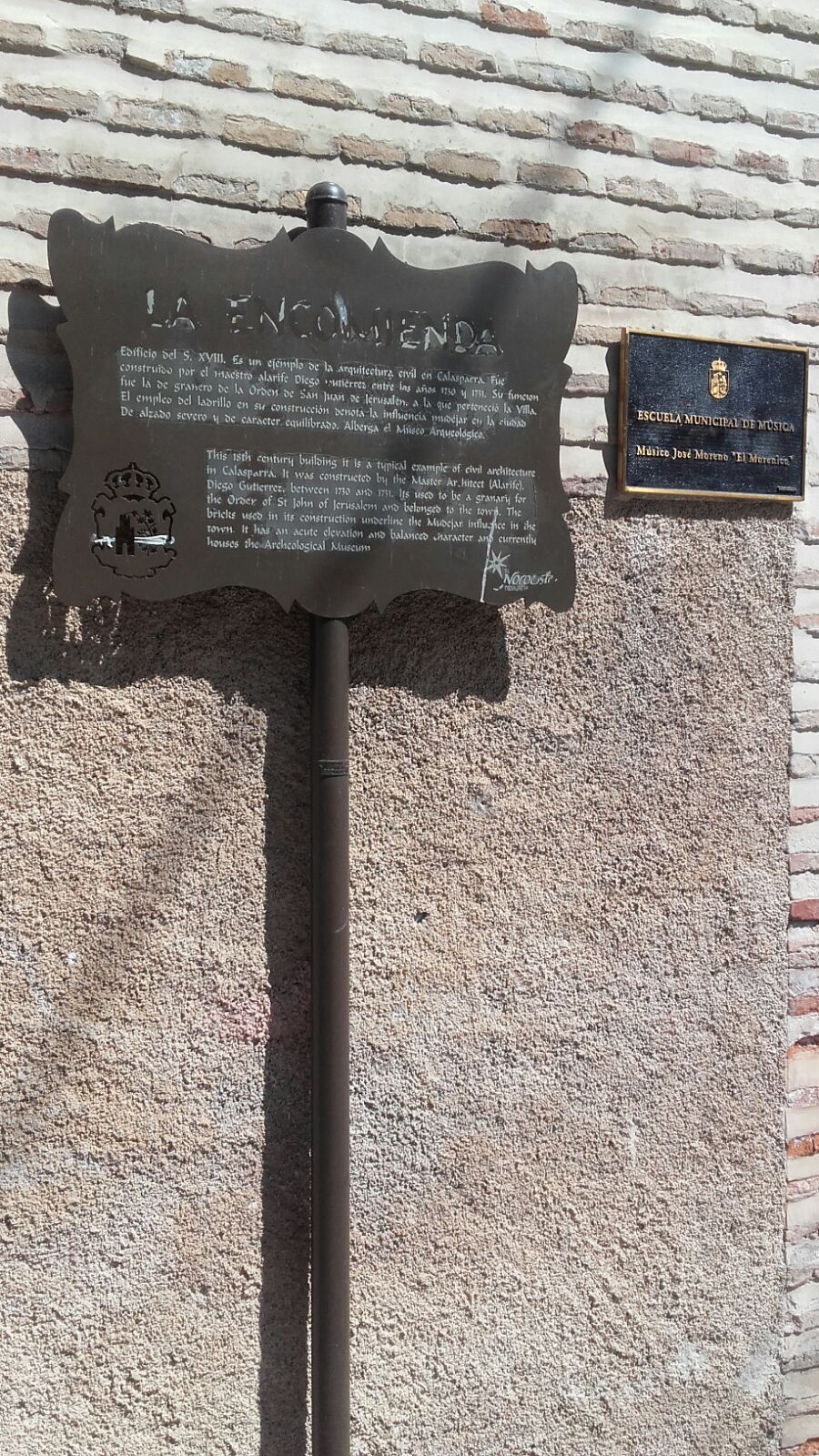
Cartela en la entrada al museo La Encomienda, en Calasparra

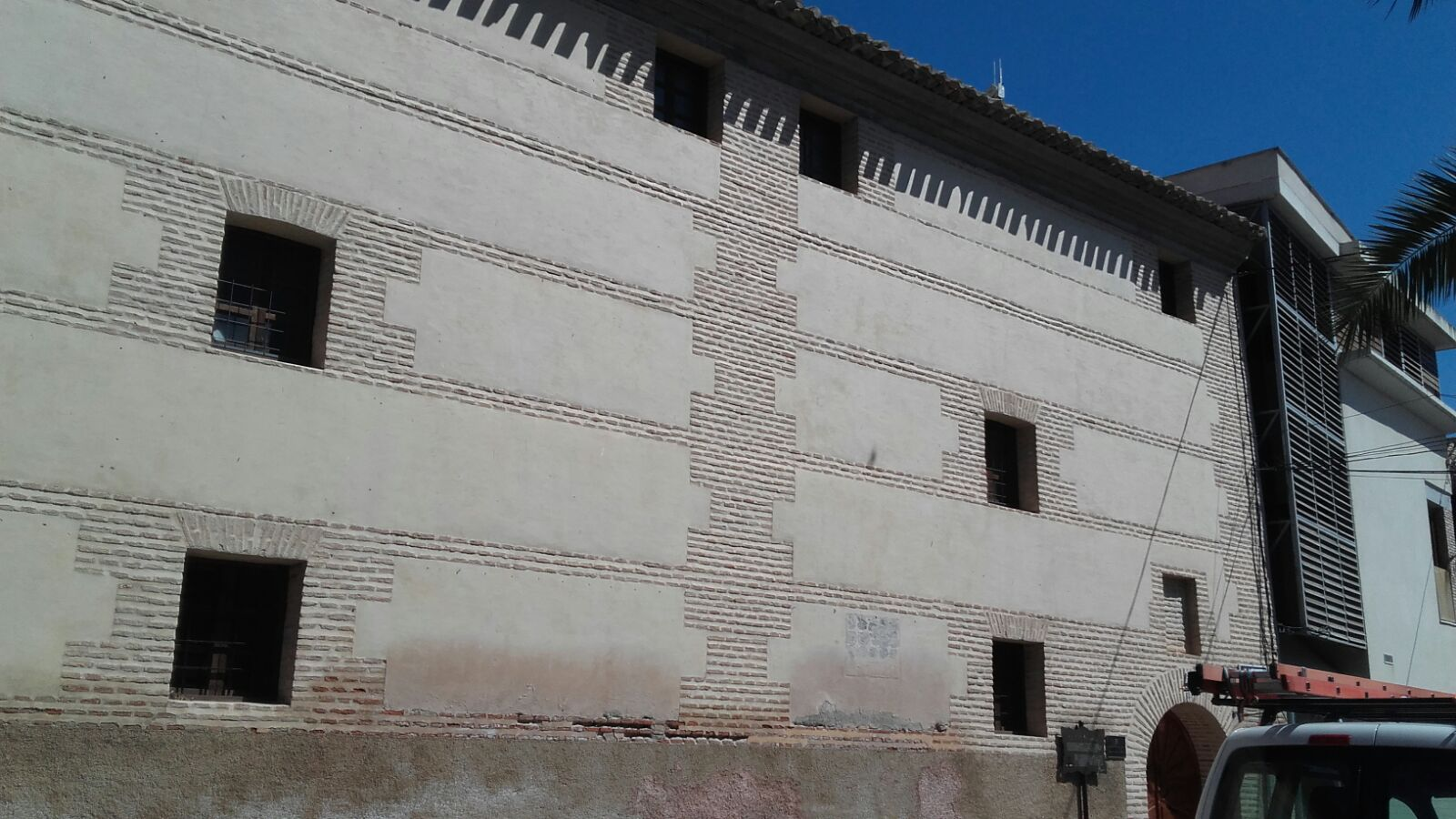
Aspecto exterior del museo arqueológico

El Museo Arqueológico La Encomienda (Región de Murcia, España) se ubica en un edificio del siglo XVIII, propiedad de la Encomienda de la Orden de San Juan de Jerusalén, a la que perteneció este término municipal hasta mediados del siglo XIX.
En su interior se puede realizar un recorrido por la Historia de Calasparra a través de su cultura material, desde la Prehistoria hasta la época medieval (siglo XIII d. C.), destacando especialmente los hallazgos del yacimiento islámico de Villa Vieja. También destaca su colección geológica y paleontológica, con destacables elementos fósiles y minerales.

## Arquitectura
La Encomienda de Calasparra fue construida entre los años 1730 y 1731 por el maestro alarife Diego Gutiérrez, según consta en el libro de visitas de 1736.
El empleo del ladrillo, exponente de la influencia mudéjar en el Sur y Sureste del país, da al edificio un aspecto singular. La ausencia de decoración y balconaje acentúan la severidad de su alzado, confiriéndole un carácter equilibrado y utilitario.
En su interior, el piso inferior presenta una hilera de arcos de medio punto, también de ladrillo, que aseguran la estructura del edificio, mientras el superior muestra una cubierta de madera de parhilera con limas.
Fue restaurado en 1986, ofreciendo en la actualidad un aspecto algo distinto al original, pues si en la fachada podemos seguir observando el ladrillo, en el interior éste ha sido recubierto por un enlucido de yeso.
Este edificio, a lo largo de su historia, ha cambiado varias veces de funcionalidad: si en un principio fue Encomienda, como hemos explicado, durante la guerra civil española sirvió de cárcel, para terminar albergando el Museo Arqueológico en la actualidad.

## Exposición
El Museo Arqueológico de La Encomienda conserva y expone los restos de la cultura  hallados en el término municipal de la villa y su entorno, desde el Paleolítico hasta la cultura musulmana del siglo XIII, si bien está llamado en el futuro, tras finalizar la ampliación prevista, a albergar un mayor número de objetos y a una redistribución de sus piezas.
El museo cuenta, con casi 700 objetos relacionados con la Arqueología y las Ciencias Naturales. Destacan, dentro de la colección arqueológica, los hallazgos islámicos del yacimiento de la Villa Vieja.
En cuanto a las Ciencias Naturales el Museo alberga también una importante colección geológica y paleontológica, tanto de fósiles, como de minerales.
Prehistoria
El término municipal de Calasparra ha estado habitado desde el Paleolítico Inferior, en yacimientos situados en el paraje de los Almadenes, junto al río Segura, en donde aparece una industria lítica que, debido a su descontextualización,  ofrece problemas a la hora de encuadrarla cronológicamente.
Igualmente, posee una estación de arte rupestre, el Abrigo del Pozo, de época Eneolítica, declarada B.I.C. (Bien de Interés Cultural) y Patrimonio de la Humanidad por la UNESCO.
En el trabajo del sílex, encontramos desde un protobifaz del Paleolítico inferior, diversas raederas Musterienses, hasta varias puntas de flecha de aletas y pedúnculo.
Eneolítico
A partir del III milenio, con el Calcolítico, se inician los primeros ensayos de las comunidades humanas con el arte de la metalurgia. En el II milenio conocen la aleación del bronce y los poblados comienzan a perfeccionar sus estructuras defensivas, como ocurre en los yacimientos de La Presa I y la Presa II.
Con posterioridad, la cultura Argárica, impondrá modelos nuevos de enterramientos (cistas de piedra y pithoi). Yacimientos de esta época son, por ejemplo, El Castillico, El cerro de la Virgen y La Mulata.
Encontramos cerámica del tipo tulipa, cuencos, vasijas lenticulares , hachas de piedra pulimentada, adornos personales (collar de conchas y hueso) y es especialmente representativo un enterramiento en Pithoi.
Neolítico
Terminada la economía depredadora del Paleolítico, aparecen los primeros signos de la evolución hacia una sociedad productora, que practica la agricultura y la ganadería y que habita en poblados estables al aire libre.
Muestra de estas labores son la presencia de hachas de piedra pulimentada,tanto las de uso común como las votivas,  molinos de piedra para el grano y dientes de hoz de sílex.
Cultura Ibérica
En esta época (Siglos VII ' I a. C.) se consolida la metalurgia del hierro. También se intensifican los contactos comerciales y culturales por el Mediterráneo. Debió ser importantísimo el comercio de telas, muestra de ellos son las múltiples pesas de telar que aparecen en los yacimientos.
Cobra importancia  el estatus social ocupado por los guerreros en la sociedad, de cuyo armamento se conservan ejemplos importantes en el museo.
De especial interés resulta el ajuar de un guerrero ibérico, compuesto por varias armas: Falcata, puñal triangular o de antenas, cuchillo afalcatado, puntas de lanza, pilum...
Romanización
El cercano paraje de Gilico, con yacimientos tales como el situado en el Cortijo de los Panes o el de los Baños, es una vía que une Calasparra con Cehegín, desembocando en la ciudad tardorromana de Begastri , que ha dado muchas muestras y vestigios de la romanización de la zona.
Muy interesante y bien conservado es un ajuar funerario, de tradición indígena, encontrado en el paraje de Gilico, compuesto por 4 Pithiskoi, 2 Escudillas y un lagrimario de cristal (siglo I a. C.).
De igual forma, se conservan tégulas, restos de suelo (Opus Spicatum), fragmentos de sigillata y monedas.
Edad Media
Las excavaciones arqueológicas realizadas en Villa Vieja, aportan información sobre las formas de vida en las alquerías rurales de época andalusí.
Situada en la margen derecha del río Segura, a 2 km de Calasparra, ocupa una extensión de 5.500 m. cuadrados. El hábitat de Villa Vieja fue dilatado en el tiempo, ocupándose desde el siglo XI hasta  que se abandonó cuando fue sofocada la rebelión mudéjar de 1264-1266.
Se ha construido allí, un Centro de Interpretación, financiado con fondos FEDER, que se integra en el proyecto Urbanismo islámico en el sur de la península ibérica y norte de África, dentro de la Acción Piloto de Cooperación Portugal-España-Marruecos.
El museo alberga, tanto en su sala de exposición como en sus fondos, toda la cultura material hallada en dicho yacimiento.
Tras la rebelión mudéjar de 1264-1266, Alfonso X pide ayuda a su suegro Jaime I para 'reconquistar' las tierras del reino de Tudmîr y así devolverle la soberanía del territorio a Castilla.
Teniendo en cuenta que Calasparra es territorio fronterizo con el reino de Granada, último reino musulmán vigente en al-Ándalus, las escaramuzas en la zona debieron ser continuadas, por lo que en núcleo de Villa Vieja se abandona, prefiriendo la población cristiana asentarse bajo las faldas del Castillo, núcleo actual de la localidad, para confiarse así una defensa más eficaz.
La pieza islámica de mayor valor arqueológico es la jarrita esgrafiada de principios del siglo XIII, pero no la única. El museo alberga toda una representación del ajuar doméstico usado en la villa durante  esta época.
Así, podemos encontrar, desde elementos arquitectónicos, como un arquillo de yeso, una jamba..., pasando por elementos de hierro y bronce ( badila, anillo, hebilla, punta de ballesta, hoz ...), vidrio (diversos cacharritos y botellas contenedoras de esencias y perfumes), objetos de hueso (botones, mangos de un cuchillo...) y toda la vajilla utilizada en cualquier vivienda árabe: ataifores, jofainas, cuencos, redomas, jarritas (pintadas y a la cuerda seca), jarros, alcadafes, ollas, cazuelas, tapaderas, tinajas (destaca una que se halla firmada por el alfarero), candiles, palmatorias, pebeteros y anafres.